# Ceromasia
Ceromasia – rodzaj muchówek z rodziny rączycowatych (Tachinidae).

## Wybrane gatunki
- C. auricaudata Townsend, 1908[2]
- C. hybreas (Walker, 1849)[2]
- C. rubrifrons (Macquart, 1834)[3]